# Knoophaak

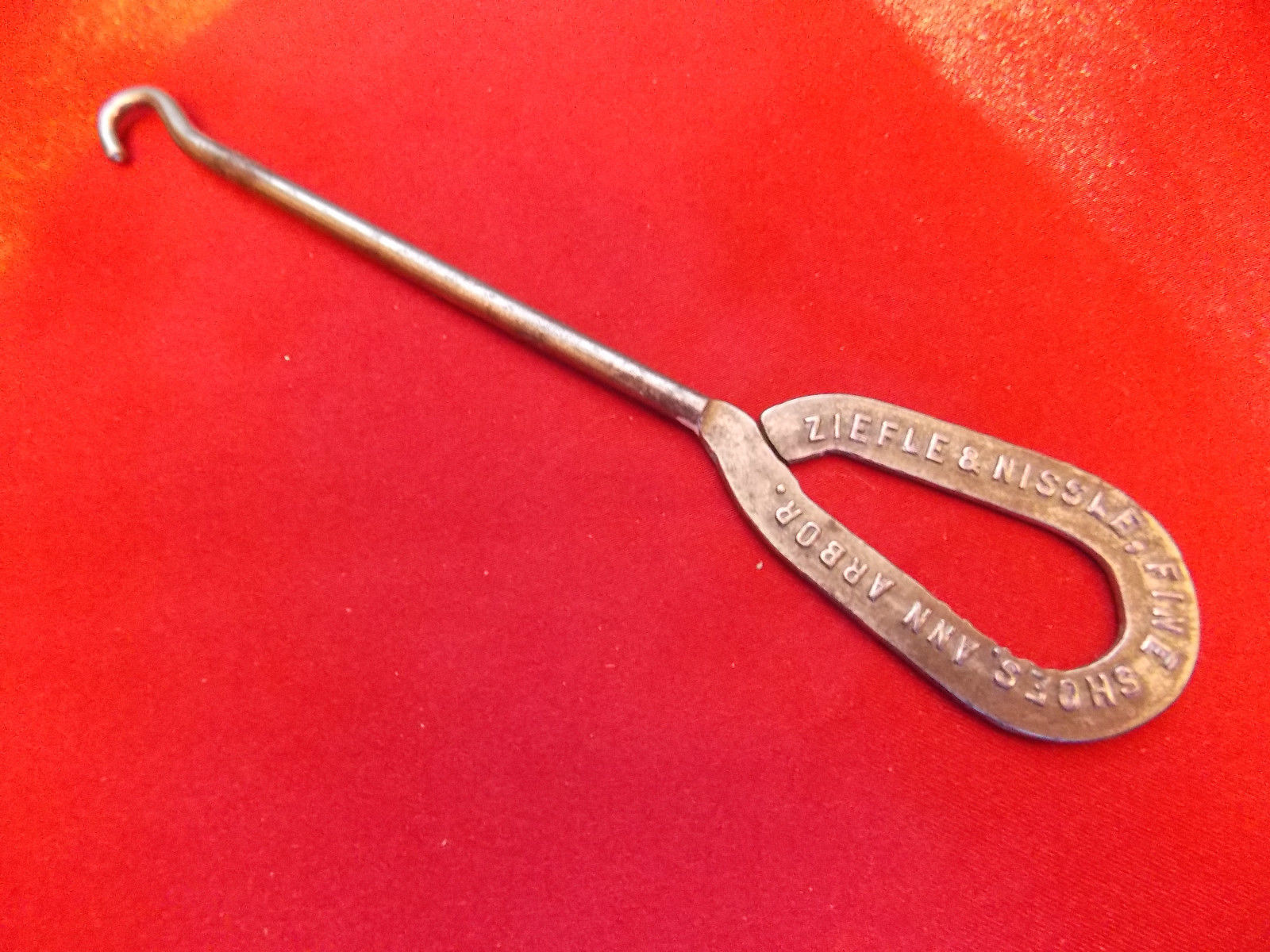
Knoophaak van Ziefle & Nissle, Fine Shoes, Ann Arbor, Michigan.

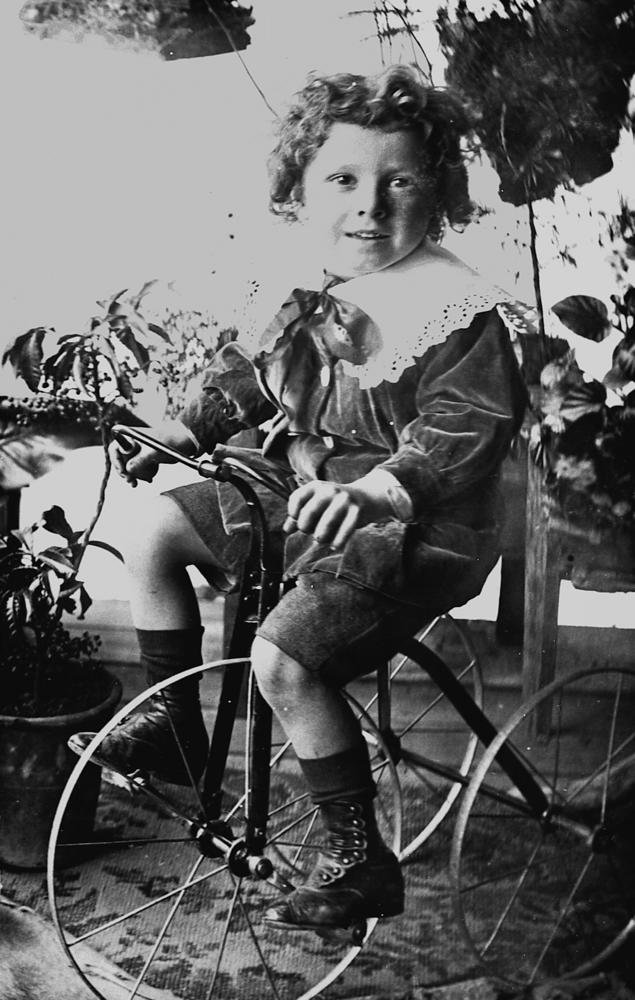
Jongen met knooplaarsjes (1900-1910)

Een knoophaak is een hulpmiddel dat werd gebruikt bij het sluiten van schoenen, handschoenen, korsetten of andere kledij die knopen gebruikt als sluiting. Het heeft aan de ene kant een haakje en aan de andere kant een handvat. Met het knoophaakje kon een knoopje door de lus worden getrokken.
Er bestonden eenvoudige uitvoeringen maar ook decoratieve die onderdeel uitmaakten van een dressoirsetje of een chatelaine (een ketting aan het ceintuur waaraan hulpstukjes gedragen werden).

## Vroege geschiedenis

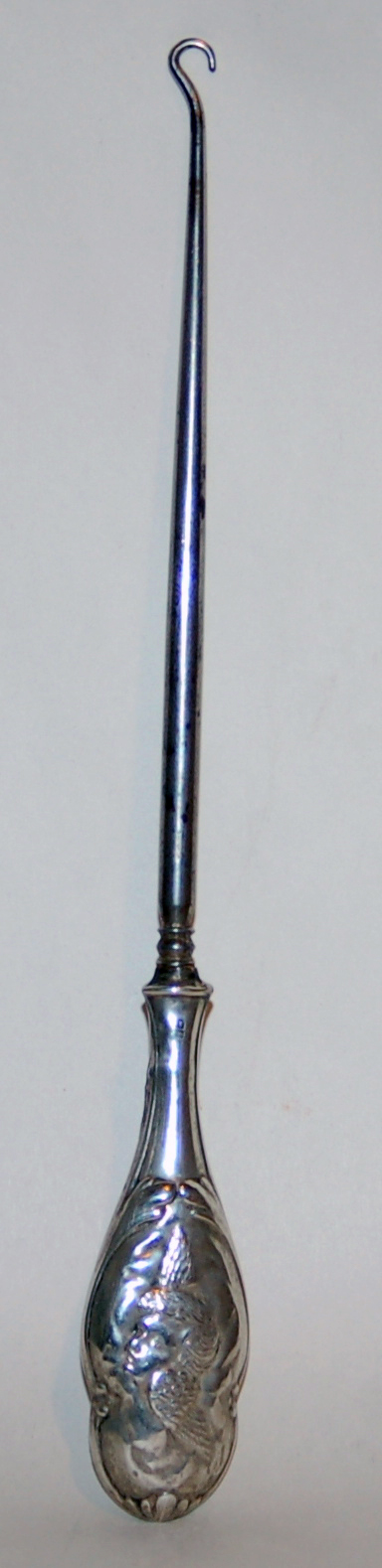
Een met zilver bekleedde art-nouveau-knoophaak

Volgens een artikel in Het Nederlandsch magazijn in 1840 is tijdens de opgraving van "eene oude stad, die eenige voeten beneden den beganen grond begraven was" een knoophaak gevonden. Volgens het geschrift zou de stad, gelegen in Noord-India nabij Saharanpur, bedolven zijn rond het begin van de christelijke kalender.

## Schoenhaak

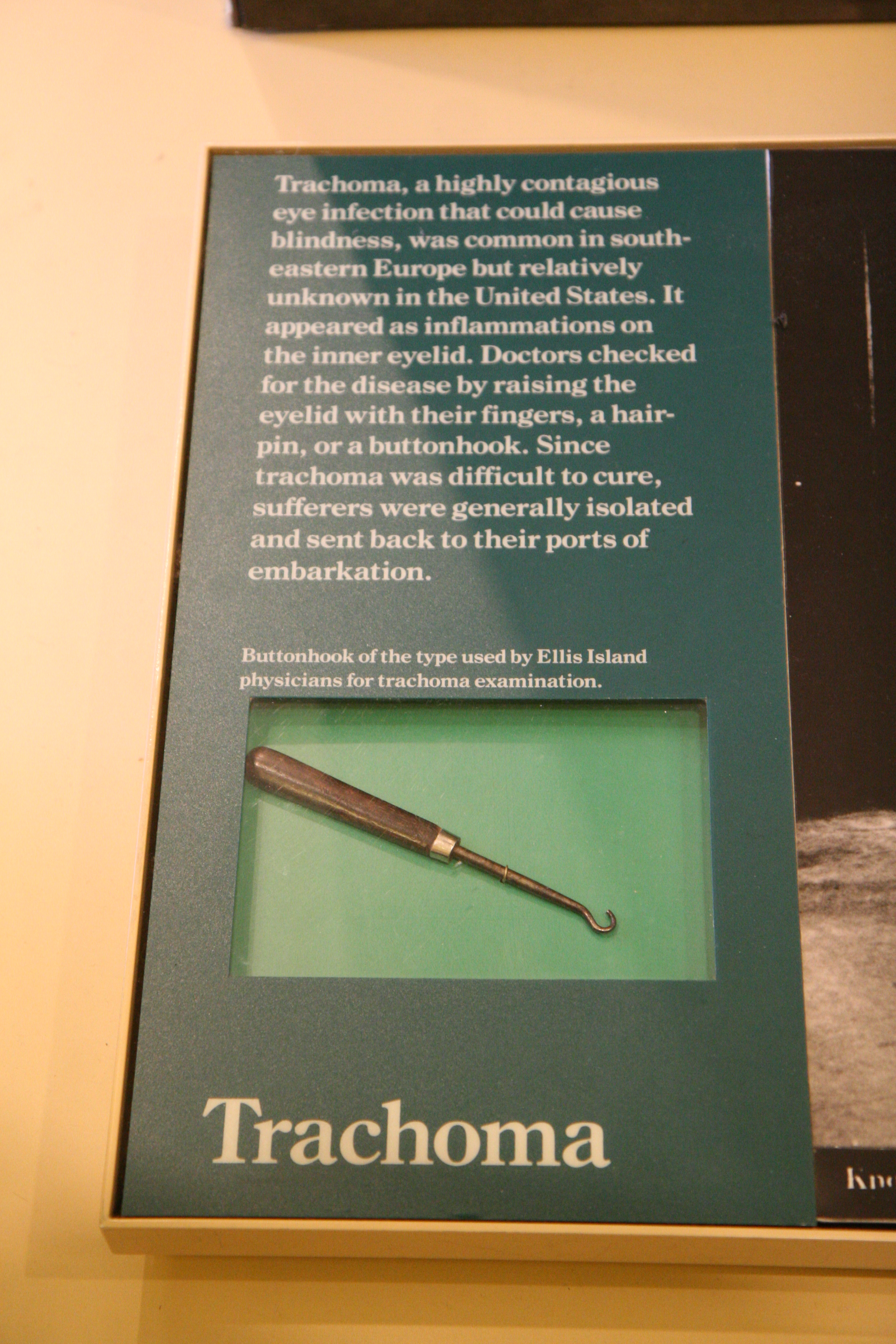
Knoophaak bij het nagaan op trachoom (een oogontsteking)

Een knoophaak waarmee schoenen werden gedicht wordt een schoenhaak of schoenenhaak genoemd. Het voorwerp werd vooral gedurende de eerste helft van de 20e eeuw gebruikt. Toen gebruikten vrouwen het als hulpmiddel om een hoge damesschoen, zoals de knoopjeslaars, te sluiten. Het schoenhaakje kon ook worden gebruikt om een korset te sluiten.

## Afbeeldingen
Knoophaken tentoongesteld in het The Higgins Art Gallery & Museum in Bedford:

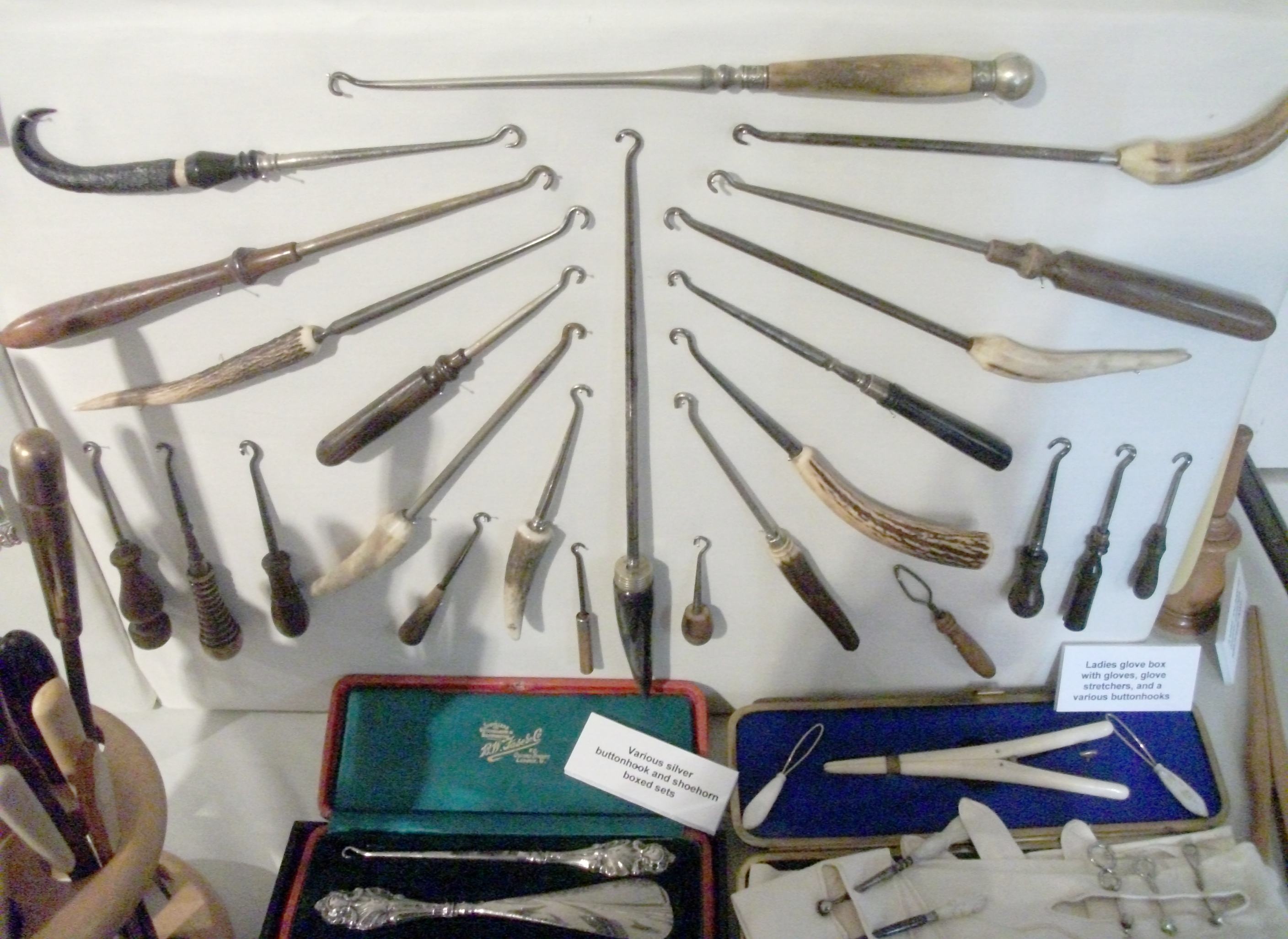
Met handvatten van hoorn en hout
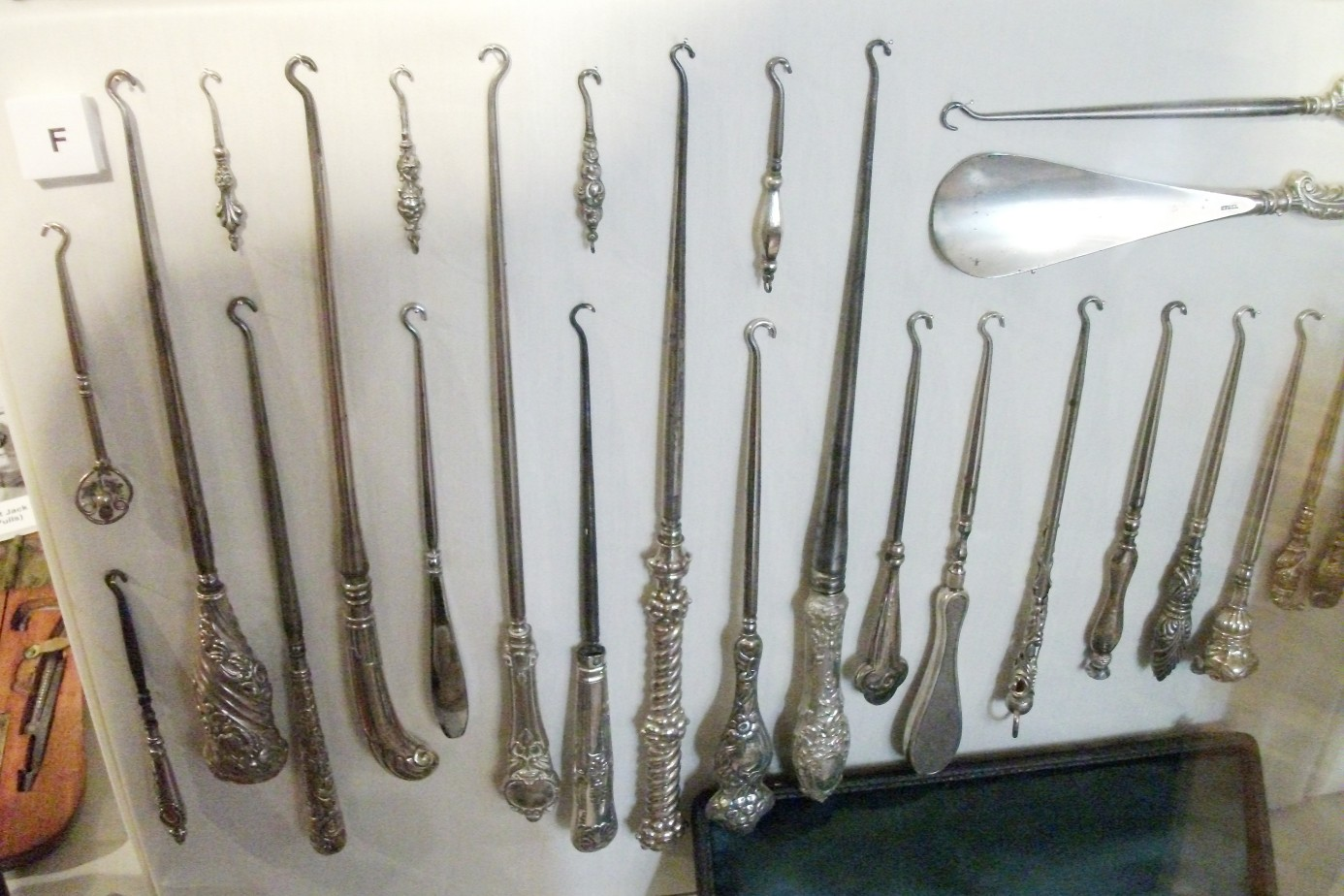
Met handvatten van zilver
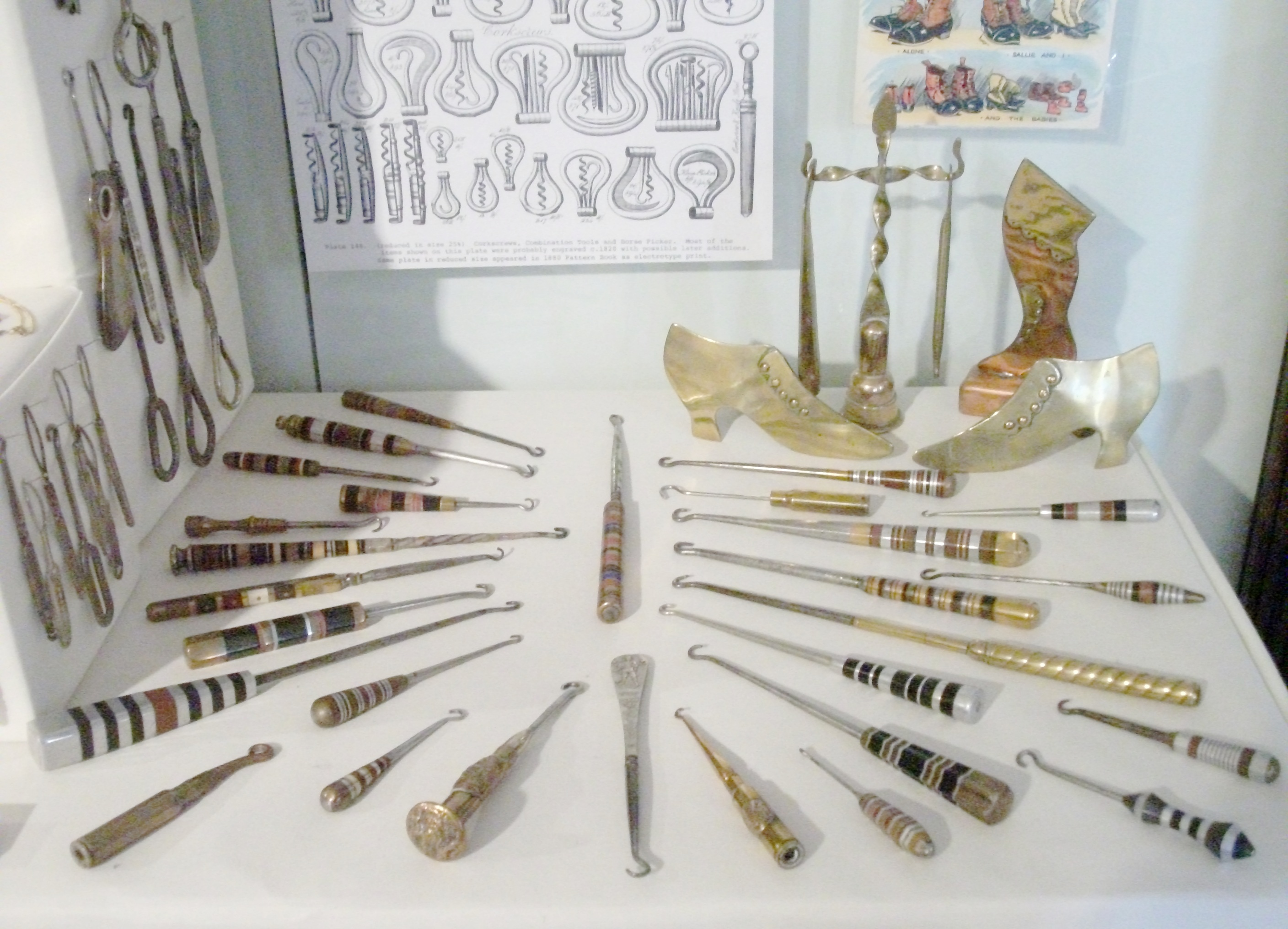
Loopgravenkunst-knoophaken
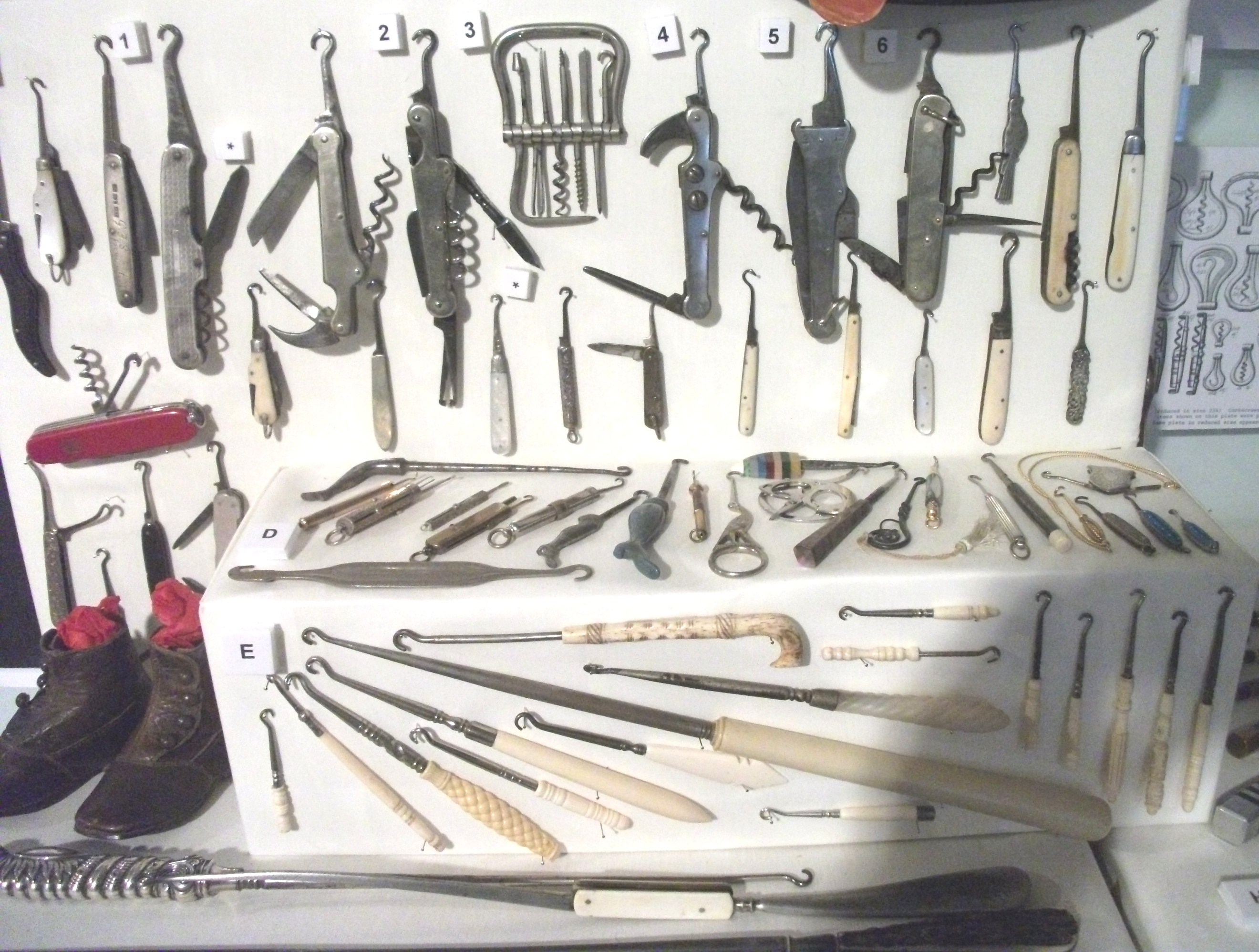
Zakmessen met knoophaken